# Wolfram Schurig
Wolfram Schurig (* 30. Dezember 1967 in Bludenz/Vorarlberg) ist ein österreichischer Komponist und Blockflötist. Neben der Konzentration auf wenig bekannte Originalliteratur des 17. und 18. Jahrhunderts liegt einer seiner weiteren Schwerpunkte in der Erschließung neuen Repertoires für die Blockflöte.

## Leben
Wolfram Schurig erhielt in den Jahren von 1983 bis 1987 Musikunterricht am Vorarlberger Landeskonservatorium in Feldkirch, besuchte in dieser Zeit das Musikgymnasium Feldkirch und maturierte im Jahr 1987 ebenda. Bis zum Jahr 1989 studierte er am Vorarlberger Landeskonservatorium Instrumental- und Gesangspädagogik für Blockflöte und schloss das Lehrdiplom mit Auszeichnung ab. Danach absolvierte er bis zum Jahr 1993 an der Hochschule Musik und Theater Zürich (Schweiz) ein Konzertfachstudium in Blockflöte bei Kees Boeke sowie ein Kompositionsstudium bei Hans Ulrich Lehmann. Parallel dazu absolvierte er in den Jahren von 1992 bis 1995 an der Staatlichen Hochschule für Musik und Darstellende Kunst Stuttgart (Deutschland) ein postgraduales Kompositionsstudium bei Helmut Lachenmann.
Am Vorarlberger Landeskonservatorium erhielt Schurig von 1992 bis 1994 einen Lehrauftrag für Methodik des Instrumentalunterrichts und Lehrpraxis. Im Jahr 1993 war er Dozent bei den Internationalen Ferienkursen für Neue Musik Darmstadt (Deutschland). Von 2003 bis 2004 war er Gastdozent an der Hochschule für Musik und Theater „Felix Mendelssohn Bartholdy“ Leipzig (Deutschland). Zudem nahm er Gastprofessuren an der Universität für Musik und darstellende Kunst Graz (2007) sowie der Hochschule für Musik und Theater „Felix Mendelssohn Bartholdy“ Leipzig (2010) wahr.
Wolfram Schurig lebt als freischaffender Komponist in Feldkirch und ist seit 2005 Blockflötist und musikalischer Leiter der Musikgruppe Concerto Stella Matutina.

## Auszeichnungen (Auswahl)
- 1994: Förderpreis für Wissenschaft & Kunst der Vorarlberger Landesregierung[3]
- 1994: Staatsstipendium für Komposition des Bundesministeriums für Wissenschaft, Forschung und Kunst[3]
- 1996: Plöner Hindemith-Preis – Schleswig Holstein Musik Festival (Deutschland)[4]
- 1998: Förderpreis der Internationalen Bodenseekonferenz (IBK)[3]
- 2004: Erste Bank Kompositionspreis[5]
- 2008: Förderpreis der Ernst von Siemens Musikstiftung (Deutschland)[6]

## Werke (Auswahl)

### Ensemblemusik
- Annäherung – Duo für Flöte und Perkussion (1986)[7]
- GESPINST – Sextett für Flöte, Klarinette, Harfe, Klavier, Violine und Violoncello mit Baßklarinette solo (1) (1990)[7]
- Vorläufiges Ende – Duo für Ensemble (unvollendet) (1991)[7]
- IV) Etwas über Unerbittlichkeit – Sextett für Flöte, Klarinette, Perkussion, Klavier, Violine und Violoncello (1992)[7]
- III) instants enchaînés – Trio für Perkussion, Klavier und Violine (1992)[7]
- II) mein Herz: ein Bunker – Duo für Violine und Viola (1992)[7]
- I) die stimme der dunkelheit spricht im diskant – Quartett für Piccoloflöte, Klarinette (in Es), Perkussion und Klavier (1992)[7]
- V) ENDE. – Quartett für Altflöte, Bassklarinette, Klavier und Violoncello (1993/1994)[7]
- ex cathedra – ex tempore – ex machina – für zwei Hörner, zwei Trompeten, zwei Posaunen, zwei Perkussions und Tuba (1993–1995)[7]
- MAUERWERK – Sextett für zwei Hörner, zwei Trompeten und zwei Posaunen (1994)[7]
- hot powdery snow – chamba noiz wet covas-N-sonic death, Quartett für zwei Violinen, Viola und Violoncello (1994/1995)[7]
- Zweites Streichquartett – Quartett für Violine, Viola und Violoncello (1998)[7]
- Battaglia – für zwei Trompeten, Oboe, Fagott, Saxophon, Perkussion, Viola, Violoncello und Kontrabass mit Posaune solo (1999)[7]
- A.R.C.H.E. – Trio für Tenorsaxophon, Perkussion und Klavier (2000)[7]
- Augenmaß – für Kammerorchester (2000)[7]
- GRAVUR – Trio für Violine, Viola und Violoncello (2000–2001)[7]
- ...in nomine... – 3×3 Verwünschungen und ein Abgesang, Quintett für Vibraphon, Klavier, Violine, Viola und Violoncello (2001)[7]
- blick:verzaubert – Quintett für zwei Violinen, Klavier, Viola und Violoncello (2005–2007)[7]
- noten )jahre( – in erinnerung an james avery – Quartett für zwei Klaviere, große Trommel und Perkussion (Knackfrosch) (2009)[7]
- gesänge von der peripherie – Quintett für Flöte, Klarinette, Schlagzeug, Viola und Violoncello mit Solostimme Mezzosopran (2012–2013)[7]
- capriccio per goldner – Duo für Bassblockflöte (Paetzold-Blockflöte) und Violine (2016–2017)[7]
- kokoí – für acht Instrumente und Oboe solo (2020)[7]

### Solomusik
- per due – Inferno – Solo für Gitarre (1986)[7]
- energetic study – Solo für Klavier (1987)[7]
- ...für immer... – Solo für Viola und Vokaloktett (1987–1989)[7]
- (ENT?)FESSELUNG – Solo für Violoncello (1989)[7]
- BLENDUNG/LICHTSTURZ – Solo für Orgel (1990)[7]
- CRWTH – Solo für Viola (1993/1994)[7]
- selbstlos – Solo für Klavier (2001)[7]
- common landscapes – Solo für Altblockflöte (2002)[7]
- pfad – Solo für Piccoloflöte (2002)[7]
- tintoretto: erste übung – Solo für Violine (2008)[7]
- parcours – Solo für Cembalo (2013–2014)[7]